# Овулиды
Овулиды, или яйцевидные улитки (лат. Ovulidae), — семейство морских брюхоногих моллюсков.

## Описание
Семейство включает преимущественно мелкие виды, распространённые в тропических морях. Раковина моллюсков блестящая, с гладкой поверхностью, яйцевидной или удлиненной формы, с щелевидным устьем. Большинство представителей семейства обитает на кораллах, где питается полипами. Мантия моллюсков ярко окрашена под цвет тех кораллов, на которых они обитают, при этом она преимущественно полностью покрывает всю раковину.

## Классификация

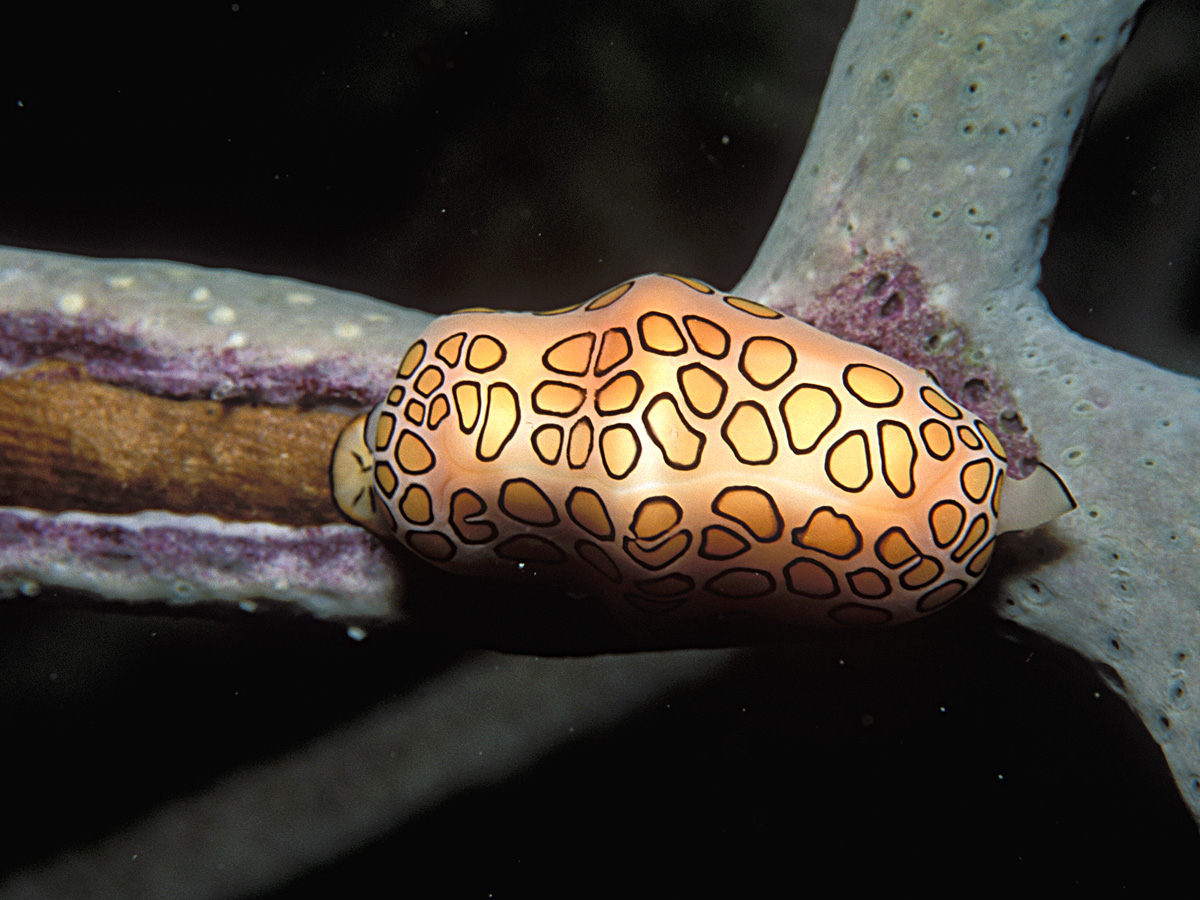
Cyphoma gibbosum

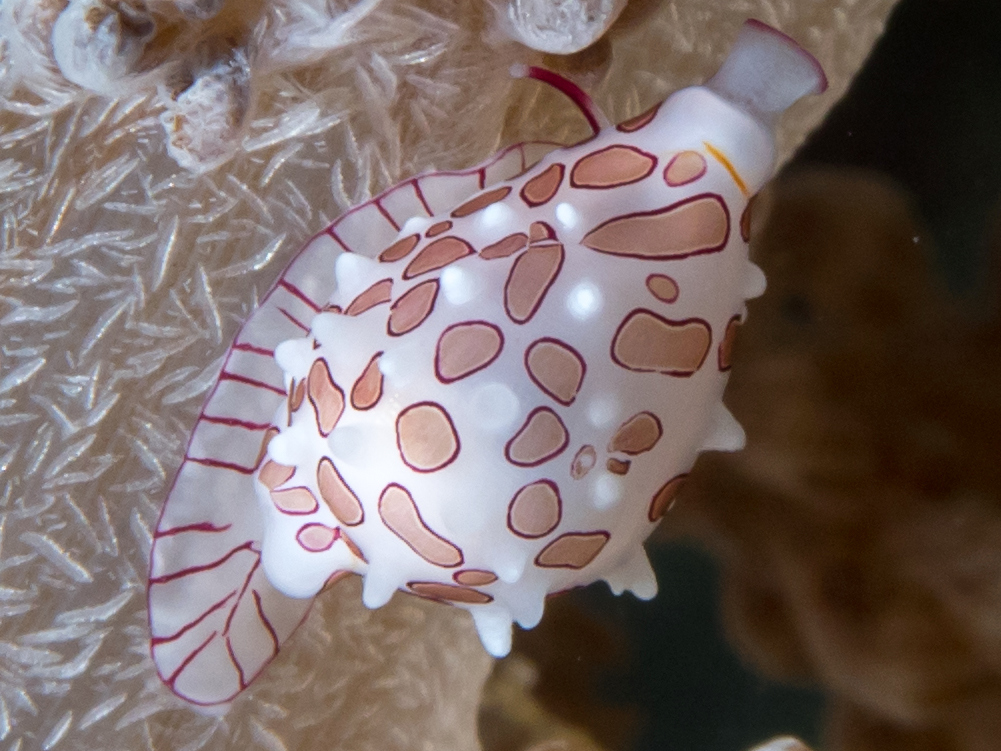
Diminovula margarita

### Классификация 2005 года
- Ovulinae Fleming, 1822
  - tribe Ovulini Fleming, 1822 — синонимы: Amphiperatidae Gray, 1853; Simniini Schilder, 1927; Volvini Schilder, 1932
  - tribe Eocypraeini Schilder, 1924 — синоним: Sulcocypraeini Schilder, 1932
- † Cypraediinae Schilder, 1927
- Jenneriinae Thiele, 1929 — синоним: Cyproglobinini Schilder, 1932
- Pediculariinae Gray, 1853
- Pseudocypraeinae Steadman & Cotton, 1943

See also Schiaparelli et al. (2005).

### Классификация 2007 года
Систематика по Fehse (2007)
Семейство Ovulidae
- Подсемейство Prionovolvinae Fehse, 2007
- Подсемейство Simniinae Schilder, 1925
- ПодсемействоOvulinae Fleming, 1828
- Подсемейство Aclyvolvinae Fehse, 2007

### Роды

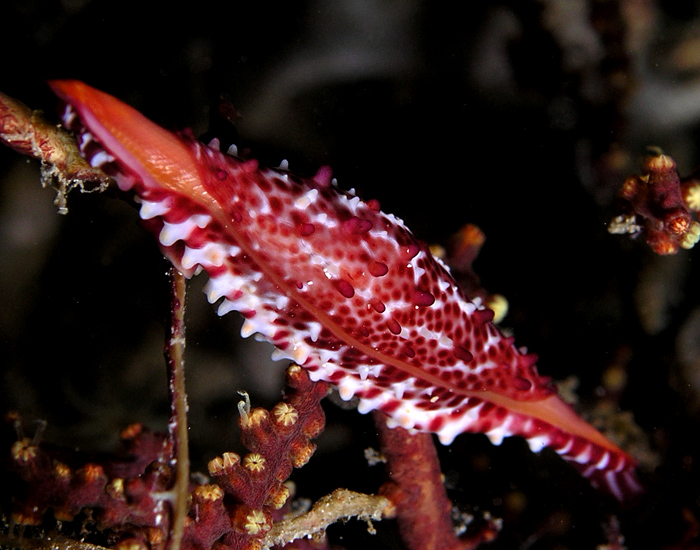
Phenacovolva rosea

Подсемейство Prionovolvinae Fehse, 2007
- Adamantia Cate, 1973[4]
- Archivolva F. Lorentz, 2009[5]
- Calpurnus Montfort, 1810<[4]
- Carpiscula Cate, 1973[4]
- Crenavolva Cate, 1973[4]
- Cuspivolva Cate, 1973[4]
- Dentiovula Hinds, 1844[4]
- Diminovula Iredale, 1930[4]
- Globovula Cate, 1973[4]
- Habuprionovolva Azuma, 1970[4]
- Lacrima Cate, 1973[4]
- Primovula Thiele, 1925[4]
- Prionovolva Iredale, 1930[4]
- Procalpurnus Thiele, 1939[4]
- Prosimnia Schilder, 1925[4]
- Pseudosimnia Schilder, 1925[4]
- Rotaovula Cate & Azuma in Cate, 1973[4]
- Sandalia Cate, 1973[4]
- Serratovolva Cate, 1973[4]
- Stohleroma Cate, 1973[4]
- Testudovolva Cate, 1973[4]

Подсемейство Simniinae Schilder, 1925
- Cymbovula Cate, 1973[4]
- Cyphoma Röding, 1798[4]
- Dissona Cate, 1973[4]
- Neosimnia Fischer, 1884[4] — synonym: Spiculata Cate, 1973
- Pseudocyphoma Cate, 1973[4]
- Simnia Risso, 1826[4]
- Simnialena Cate, 1973[4]

Подсемейство Ovulinae Fleming, 1828
- Calcarovula Cate, 1973[4]
- Kurodavolva Azuma, 1987[4]
- Ovula Bruguière, 1789[4]
- Pellasimnia Iredale, 1931[4]
- Phenacovolva Iredale, 1930[4]
- Takasagovolva Azuma, 1974[4]
- Volva Röding, 1798[4]
- Xandarovula Cate, 1973[4]

Подсемейство Aclyvolvinae
- Aclyvolva Cate, 1973[4]
- Hiatavolva Cate, 1973[4]
- Kuroshiovolva Azuma & Cate, 1971[4]

без подсемейства
- Aperiovula Cate, 1973
- Delonovolva Cate, 1973
- Subsimnia